# Abelija
Abelija (lat. Abelia) je rod listopadnih, rjeđe zimzelenih dekorativnih grmolikih biljaka iz porodice kozokrvnica (Caprifoliaceae) (ili Linnaeaceae) raširenih u Aziji (od Japana do Himalaja na zapadu) i u Meksiku. Mnogi su predstavnici premješteni u druge rodove. Rod je obuhvaćao oko 30 vrsta, od kojih se neke uzgajaju kao ukrasne biljke u vrtu ili u loncima. Nazvan je po britanskom liječniku i prirodnjaku Clarkeu Abelu. KEW navodi 6 vrsta, a ITIS jedan umjetni hibrid, Abelia ×grandiflora (Rovelli ex André) Rehder.

## Izgled
Cvjetovi su bijeli, ružičasti i crvenkasti.

## Vrste
1. Abelia chinensis R. Br.
2. Abelia forrestii (Diels) W.W. Sm.
3. Abelia macrotera (Graebn. & Bruchw.) Rehder
4. Abelia uniflora R.Br. ex Wall.

## Ostale vrste  uključivane u ovaj rod
1. Abelia angustifolia Bureau & Franch. = Zabelia buddleioides (W.W. Sm.) Hisauti & H. Hara
2. Abelia anhwensis Nakai = Zabelia dielsii (Graebn.) Makino
3. Abelia aschersoniana (Graebn.) Rehder = Linnaea chinensis (R. Br.) A. Braun & Vatke
4. Abelia biflora Turcz.  = Zabelia biflora (Turcz.) Makino
5. Abelia brachystemon (Diels) Rehder = Zabelia dielsii (Graebn.) Makino
6. Abelia buchwaldii (Graebn.) Rehder = Linnaea serrata (Sieb. & Zucc.) Graebn.
7. Abelia buddleioides W.W.Sm. = Zabelia buddleioides (W.W. Sm.) Hisauti & H. Hara
8. Abelia cavaleriei H.Lév. = Linnaea chinensis (R.Br.) A.Braun & Vatke
9. Abelia chowii G.Hoo =
10. Abelia coreana Nakai = Zabelia dielsii (Graebn.) Makino
11. Abelia coriacea Hemsl. = Linnaea coriacea (Hemsl.) Christenh.
12. Abelia corymbosa Regel & Schmalh. = Zabelia corymbosa (Regel & Schmalh.) Makino
13. Abelia dielsii (Graebn.) Rehder = Zabelia dielsii (Graebn.) Makino
14. Abelia engleriana (Graebn.) Rehd.  = Linnaea uniflora (R. Br.) A. Br. & Vatke
15. Abelia floribunda (Mart. & Gal.) Decne. = Linnaea floribunda (Mart. & Gal.) A. Br. & Vatke
16. Abelia gracilenta W.W.Sm. = Linnaea forrestii Diels
17. Abelia graebneriana Rehder  = Linnaea uniflora (R. Br.) A. Br. & Vatke
18. Abelia hersii Nakai = Zabelia dielsii (Graebn.) Makino
19. Abelia integrifolia Koidz. = Zabelia integrifolia (Koidz.) Makino ex Ikuse & Kurosawa
20. Abelia ionandra Hayata = Linnaea chinensis (R. Br.) A. Braun & Vatke
21. Abelia lipoensis M.T.An & G.Q.Gou = Linnaea chinensis (R. Br.) A. Braun & Vatke
22. Abelia mexicana Villarreal = Linnaea mexicana (Villarreal) Christenh.
23. Abelia mosanensis I.C. Chung ex Nakai  = Zabelia tyaihyoni (Nakai) Hisauchi & Hara
24. Abelia occidentalis Villarreal = Linnaea occidentalis (Villarreal) Christenh.
25. Abelia onkocarpa (Graebn.) Rehder = Zabelia dielsii (Graebn.) Makino
26. Abelia serrata Sieb. & Zucc. = Linnaea serrata (Sieb. & Zucc.) Graebn.
27. Abelia spathulata Sieb. & Zucc. = Linnaea spathulata (Sieb. & Zucc.) Graebn.
28. Abelia tetrasepala (Koidz.) Hara & Kurosawa = Linnaea tetrasepala (Koidz.) Christenh.
29. Abelia triflora R. Br.  = Zabelia triflora (R. Br.) Makino
30. Abelia tyaihyoni Nakai = Zabelia tyaihyoni (Nakai) Hisauchi & Hara
31. Abelia umbellata (Graebn.) Rehder = Zabelia umbellata (Graebn. & Buchw.) Makino
32. Abelia verticillata H. Lév. = Linnaea uniflora (R. Br.) A. Br. & Vatke
33. Abelia zanderi (Graebn.) Rehder = Zabelia dielsii (Graebn.) Makino

## Galerija
- Abelia macrotera var. engleriana (sin. Abelia parvifolia)
- Abelia chinensis
- Abelia grandiflora
- Abelia parvifolia (sinonim: Abelia schumannii)